# Enzo Gambaro
Enzo Gambaro (* 23. února 1966, Janov, Itálie) je bývalý italský fotbalista.

## Statistika
| Klub             | Sezóna  | Liga   | Liga | Pohár  | Pohár | LM či EL | LM či EL | celkem | celkem |
| Klub             | Sezóna  | Zápasy | Góly | Zápasy | Góly  | Zápasy   | Góly     | Zápasy | Góly   |
| ---------------- | ------- | ------ | ---- | ------ | ----- | -------- | -------- | ------ | ------ |
| Sampdoria Janov  | 1984/85 | 2      | 0    | ?      | ?     | ?        | ?        | ?      | ?      |
| AC Prato         | 1985/86 | 33     | 0    | ?      | ?     | ?        | ?        | ?      | ?      |
| Sampdoria Janov  | 1986/87 | 16     | 0    | ?      | ?     | ?        | ?        | ?      | ?      |
| AC Parma         | 1987/88 | 34     | 2    | ?      | ?     | ?        | ?        | ?      | ?      |
| AC Cesena        | 1988    | 0      | 0    | ?      | ?     | ?        | ?        | ?      | ?      |
| AC Parma         | 1988/89 | 29     | 1    | ?      | ?     | ?        | ?        | ?      | ?      |
| AC Parma         | 1989/90 | 35     | 1    | ?      | ?     | ?        | ?        | ?      | ?      |
| AC Parma         | 1990/91 | 34     | 0    | ?      | ?     | ?        | ?        | ?      | ?      |
| AC Milan         | 1991/92 | 5      | 0    | 4      | 0     | 0        | 0        | 9      | 0      |
| AC Milan         | 1992/93 | 11     | 0    | 4      | 0     | 5        | 0        | 20     | 0      |
| SSC Napoli       | 1993/94 | 33     | 1    | ?      | ?     | ?        | ?        | ?      | ?      |
| AC Fiorentina    | 1994    | 2      | 0    | 0      | 0     | 0        | 0        | 0      | 0      |
| AC Reggiana      | 1994/95 | 17     | 0    | ?      | ?     | ?        | ?        | ?      | ?      |
| Bolton Wanderers | 1995/96 | 0      | 0    | ?      | ?     | ?        | ?        | ?      | ?      |
| Grimsby Town FC  | 1996    | 1      | 0    | ?      | ?     | ?        | ?        | ?      | ?      |
| Sturm Graz       | 1996/97 | 13     | 1    | ?      | ?     | ?        | ?        | ?      | ?      |
| Triestina        | 1997/98 | 14     | 0    | ?      | ?     | ?        | ?        | ?      | ?      |
| Triestina        | 1998/99 | 14     | 0    | ?      | ?     | ?        | ?        | ?      | ?      |
| Triestina        | Celkově | 293    | 6    | ?      | ?     | ?        | ?        | ?      | ?      |

## Úspěchy

### Klubové
- 2× vítěz italské ligy (1991/92, 1991/92)
- 1× vítěz italský pohár (1984/85)
- 1× vítěz rakouský pohár (1996/97)
- 1× vítěz italského superpoháru (1992)
- 1× vítěz rakouského superpoháru (1996)